# Le Prarion
Pour l’article homonyme, voir Prarion.
Le Prarion est une montagne de France située en Haute-Savoie, dans le massif du Mont-Blanc.

## Géographie
Le Prarion est situé dans le nord-ouest du massif du Mont-Blanc, le long de la crête descendant de l'aiguille du Goûter et passant par le mont Lachat puis le col de Voza et se prolongeant par le col de la Forclaz-du-Prarion et la tête Noire. Le sommet culminant à 1 969 mètres d'altitude est entouré à l'ouest par la vallée de l'Arve et le val Montjoie au-dessus de Saint-Gervais-les-Bains et à l'est par la vallée de Chamonix au-dessus des Houches.
Ses flancs et son sommet sont essentiellement boisés, le Prarion étant resté à l'écart des grands aménagements, notamment touristiques, qui se sont implantés sur les montagnes voisines. Son sommet, qui comporte une table d'orientation et qui constitue un site de décollage de vol libre, est accessible par le GRP Tour du Pays du Mont-Blanc, notamment depuis le col de Voza desservi par le tramway du Mont-Blanc. Juste au sud de la montagne, sur les flancs de la tête de la Charme et du col de Voza s'étalent des pistes de ski et des remontées mécaniques du domaine skiable des Houches Saint-Gervais.

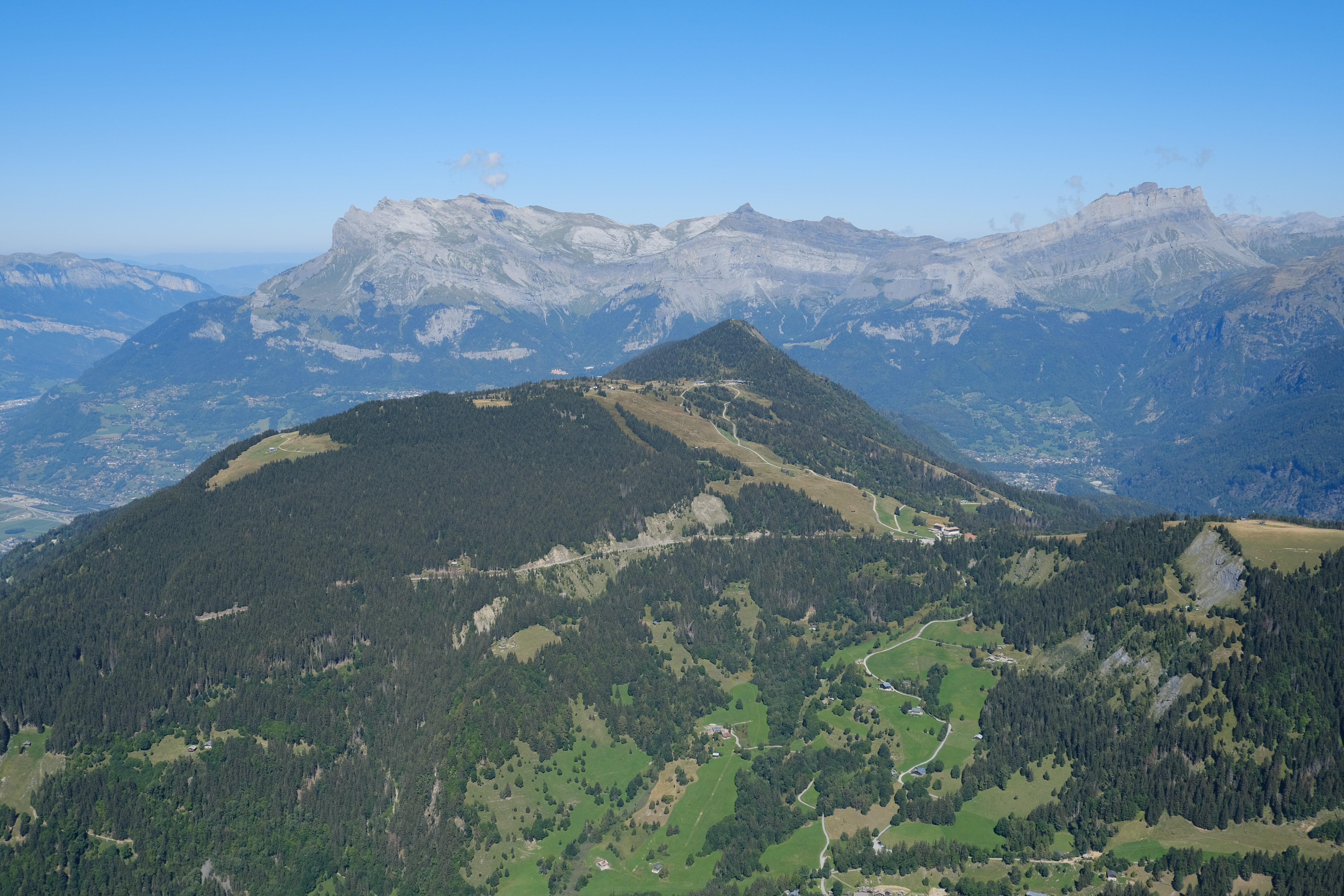
Vue du Prarion avec en arrière-plan le massif des Fiz depuis le mont Vorassay au sud.